# Autonoom systeem (computernetwerk)
Autonoom systeem (Engels: Autonomous system, AS) is de aanduiding voor een deelnetwerk van het internet met een eigen routeringsagenda. Het AS is een kernconcept van routeringsprotocollen als het Border Gateway Protocol.
Internet is een constellatie van netwerken - meestal van ISP's of telecommunicatieaanbieders - die met elkaar verbonden zijn via directe links en/of peeringpoints. Elk van die organisaties heeft eigen belangen en eisen bij het vervullen van eigen taken, en het helpen vervullen van taken van anderen. Veel netwerken op het internet werken samen en vervoeren bijvoorbeeld gegevens voor elkaar. Soms echter hebben entiteiten juist belang bij expliciete niet-samenwerking bijvoorbeeld wanneer een nationale of globale politieke situatie hiertoe noopt. Al deze voorkeuren komen tot uiting in de routeringspolitiek tussen die organisaties. Die politiek wordt uiteindelijk geïmplementeerd door de inter-ISP-routeringsprotocollen als het Border Gateway Protocol. Deze protocollen steunen op de indeling van het net in deze autonome eilanden.

## Nummering
Ieder AS heeft een eigen nummer, het zogenaamde ASN, wat op dit niveau voor de 'adressering' tussen de systemen wordt gebruikt. Dit nummer was voor 2007 een 16-bitnummer, en is daarna uitgebreid naar 32 bits. Deze ASN worden wereldwijd door de IANA beheerd, en per regio toegewezen door de RIRs. Voor de Euraziatische regio is dat het in Nederland (Amsterdam) gevestigde RIPE NCC. 
| AS-nummer/reeks | toewijzing                               |
| --------------- | ---------------------------------------- |
| 0               | gereserveerd                             |
| 1-48127         | Toegewezen                               |
| 48128-54271     | Niet toegewezen                          |
| 54272-64511     | Gereserveerd IANA                        |
| 64512-65534     | Vrij voor intern gebruik (private range) |
| 65535           | Gereserveerd                             |

| AS-nummer/reeks    | toewijzing                  |
| ------------------ | --------------------------- |
| 0.0-0.65535        | Oude AS-nummers van 16 bits |
| 1.0-1.65535        | Gereserveerd                |
| 2.0-2.1023         | Toegewezen APNIC            |
| 2.1024-2.65535     | Niet toegewezen             |
| 3.0-3.1023         | Toegewezen RIPE NCC         |
| 3.1024-3.65535     | Niet toegewezen             |
| 4.0-4.1023         | Toegewezen LACNIC           |
| 4.1024-4.65535     | Niet toegewezen             |
| 5.0-5.1023         | Toegewezen AfriNIC          |
| 5.1024-5.65535     | Niet toegewezen             |
| 6.0-6.1023         | Toegewezen ARIN             |
| 6.1024-65535.65534 | Niet toegewezen             |
| 65535.65535        | Gereserveerd                |

## AS-klassen
Autonome systemen worden op basis van hun koppeling met buurnetwerken verdeeld in drie klassen:
1. Single homed Stub, -stomp-, een eindpunt-netwerk waardoorheen geen verkeer van anderen loopt. Deze systemen hebben maar zelden echt een AS nodig.
2. Multihomed stub, netwerken met meerdere koppelingen met andere autonome systemen. Een multihomed stub biedt geen transitdiensten aan derden aan, maar gebruikt de verbindingen om meer zekerheid te hebben dat altijd een verbinding beschikbaar is.
3. Multihomed transit netwerken zijn systemen die gegevens voor anderen versturen. Naast het eigen verkeer kan een multihomed AS er dus voor kiezen ook transitdiensten te bieden.

## Organisatie
Autonome systemen worden veelal beheerd door organisaties, een organisatie kan het beheer over meerdere autonome systemen voeren. Om als ISP aan het internet te kunnen deelnemen is een AS alleen niet voldoende: er is ook verbinding nodig. Deze verbindingen wordt gemaakt met/via andere providers op basis van commerciële relaties, vastgelegd in contracten en sla's. Deze commerciële relaties en afspraken zijn de basis voor de routeringspolitiek. Voor alle duidelijkheid: om als ISP aan het internet te kunnen deelnemen is een AS niet per se nodig, vaak is de routeringspolitiek van de upstream provider goed genoeg.
Aan de andere kant worden deze overeenkomsten geëerd door de routers dienovereenkomstig te instrueren. Aan de routers moet bijvoorbeeld worden 'uitgelegd' dat intern verkeer niet via de klanten moet worden gerouteerd (maar via de transittrunks of de peerings met de transitproviders). Deze uitleg wordt routers gegeven in de "Routing Policy Specification Language", en de IPv6 versie ervan, de RPSL-NG (next generation).
Aangezien deze routeringspolitiek betrekking heeft op veel, wereldwijd verdeelde systemen, is het nodig dat beheerders globaal kunnen zien welke routeringsconfiguraties er door andere ASsen gebruikt worden. Om dit te bewerkstelligen worden whoisdatabases gebruikt waarin de routeringsinformatie wordt opgeslagen. Zonder verplichting en met "security through obscurity" nog als vast bestanddeel van vele veiligheidsstrategieën, voelen niet alle organisaties zich geroepen hun gegevens in deze systemen openbaar te maken. Deze routeringsdatabase-gegevens zijn dus niet volledig.

## Voorbeeld
Met behulp van whois en routingdatabases als RADb kunnen gegevens over autonome systemen gemakkelijk worden opgezocht aan de hand van een IP-nummer dat naar dat AS gerouteerd wordt. 
Een simpele ping geeft het IP-adres.
```
#
#ping nl.wikipedia.org -c1
ping rr.knams.wikimedia.org (91.198.174.2): 56 data bytes
64 bytes from 91.198.174.2: icmp_seq=0 ttl=58 time=0.16ms
```

Waarna een whois naar radb - een van de grote routeringsdatabases - het AS-nummer geeft.
```
#
#whois -h whois.radb.net 91.198.174.2
route:          91.198.174.2
descr:          Wikimedia's Amsterdam cluster (knams)
origin:         AS43821
```

Het Wikimedia European network heeft dus ASN 43821. 
Met dezelfde whoisdatabase kan daarna de informatie over dat specifieke AS worden opgevraagd (situatie 20-8-2010): 
```
#whois -h whois.radb.net AS43821
aut-num:         AS43821
as-name:         WIKIMEDIA-EU
descr:           Wikimedia European network
org:             ORG-WFI1-RIPE
remarks:         -------
remarks:         Transit
remarks:         -------
import:          from AS16150 accept ANY
export:          to AS16150 announce AS-WIKIMEDIA
import:          from AS6908 accept ANY
export:          to AS6908 announce AS-WIKIMEDIA
import:          from AS1299 accept ANY
export:          to AS1299 announce AS-WIKIMEDIA
import:          from AS16265 accept ANY
export:          to AS16265 announce AS-WIKIMEDIA
import:          from AS13030 accept ANY
export:          to AS13030 announce AS-WIKIMEDIA
import:          from AS1257 accept ANY
export:          to AS1257 announce AS-WIKIMEDIA
remarks:
remarks:         --------------
remarks:         Public peering
remarks:         --------------
import:          from AS43821:AS-PEERS-AMS-IX accept ANY AND NOT {0.0.0.0/0}
export:          to AS43821:AS-PEERS-AMS-IX announce AS-WIKIMEDIA
admin-c:         MBE96-RIPE
tech-c:          MBE96-RIPE
tech-c:          RT744-RIPE
mnt-by:          WIKIMEDIA-MNT
mnt-routes:      WIKIMEDIA-MNT
source:          RIPE # Filtered
```

Het AS van Wikimedia Europa neemt dus bij 6 andere systemen transitdiensten af, waaronder: AS16150 (port80 global transit) en AS6908 (datahop). In de import- en exportregels zien we transit en peering policies.
- from AS16150 accept ANY
- to AS16150 announce AS-WIKIMEDIA

Wikimedia neemt dus transitdiensten af en wisselt verkeer uit met peers. Haar BGP-routers accepteren daarvoor de routes van deze peers en transitproviders. Op deze manier kan het verkeer dus (automatisch) correct doorgestuurd worden zonder dat netwerkbeheerders handmatig hoeven in te stellen welk verkeer welke kant op moet.